# Гошовський Роман Володимирович
Роман Володимирович Гошовський (нар. 29 липня 1971, Долина, Івано-Франківська область, УРСР) — радянський та український футболіст, згодом — футбольний тренер, виступав на позиції захисник та півзахисника.

## Кар'єра гравця
Вихованець місцевого колективу «Нафтовик» (Долина), в якому розпочав кар'єру гравця. У сезоні 1992/93 років виступав у «Бескиді» (Надвірна), а в сезоні 1993/94 років — у чортківському «Кристалі». Влітку 1994 року виїхав до Латвії, де захишав кольори вищолігового клубу ДАГ Рига. Потім переїхав до Польщі, де виступав у клубах «Міліардер II» (Пнєви) та «Вісла» (Краків). Влітку 1996 року повернувся додому й продовжив виступи в «Цементник-Хорді» (Миколаїв). Під час зимової перерви сезону 1996/97 років отримав запрошення від івано-франківського клубу «Прикарпаття», проте в команді зіграв 1 матч, після чого відправився в оренду спочатку до «Хутровик» (Тисмениця), а потім — до «Кристалу» (Чортків). З початку 1998 року захищав кольори «Нафтовика» (Долина). Навесні 2001 року на півроку перейшов до «Ністру» (Атаки), після чого повернувся до «Нафтовика». Наприкінці 2007 року завершив кар'єру гравця, оскільки «Нафтовик» було розформовано, але у 2009 році після відновлення клубу повернувся до виступів за команду.

## Кар'єра тренера
Тренерську діяльність розпочав по завершенні кар'єри гравця. Спочатку допомагав тренувати, а 13 лютого 2015 року зайняв посаду головного тренера «Нафтовика» (Долина).

## Досягнення
- Кубок Молдови
  -  Фіналіст (1): 2001